# マイコン・ペレイラ・デ・オリベイラ
マイコン・ペレイラ・デ・オリベイラ（Maicon Pereira de Oliveira、1988年5月8日 - 2014年2月8日）は、ブラジル・リオデジャネイロ出身の元サッカー選手。ポジションはフォワード。

## 経歴
2005年からフルミネンセFCのユースでキャリアをスタートした。2009年、ウクライナのFCヴォリン・ルーツィク移籍した。2011年2月、ルーマニアのステアウア・ブカレストにレンタル移籍した。2011-2012シーズンにヴォリン・ルーツィクに戻り、24試合で14得点を記録し得点王を獲得した。
2012年の夏、FCシャフタール・ドネツクに3年契約で移籍が決定し、FCゾリャ・ルハンシクに半年間のレンタル移籍した。
2014年2月8日、ウクライナ・ドネツィクで交通事故に遭い、25歳で死去した。

## タイトル
個人
- ウクライナ・プレミアリーグ得点王 2012